# Thomas P. O’Neill Jr. Tunnel
Der Thomas P. O’Neill Jr. Tunnel ist ein Straßentunnel in Boston im Bundesstaat Massachusetts der Vereinigten Staaten. Er wurde nach dem Politiker Tip O’Neill benannt und als Teil des Big Dig errichtet. Der Tunnel führt seit seiner Eröffnung im Jahr 2003 mit der Central Artery die zuvor oberirdisch verlaufenen Straßen I-93, US 1 und Route 3 nun unterirdisch unter Boston hindurch. Er folgt dabei in etwa dem ursprünglichen Verlauf der aufgeständerten Central Artery, wobei die Zufahrt in nördlicher Fahrtrichtung östlich versetzt zur Ausfahrt in südlicher Fahrtrichtung liegt, um eine verbesserte Anbindung an den Massachusetts Turnpike zu ermöglichen. Der Tunnel erstreckt sich insgesamt vom Stadtteil South Boston an seinem südlichen bis zur Leonard P. Zakim Bunker Hill Memorial Bridge an seinem nördlichen Ende.

## Geschichte

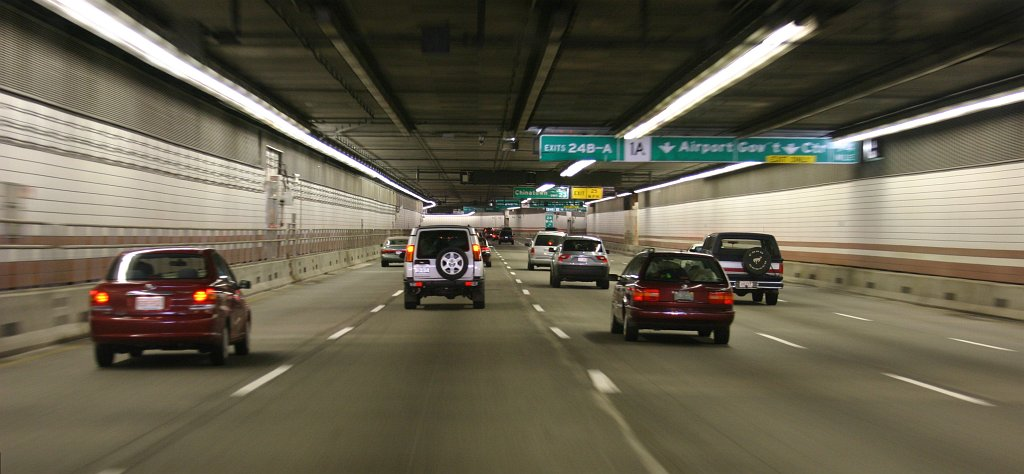
Die I-93 in südl. Fahrtrichtung unter den Straßen der Stadt

Bereits seit der Konstruktionsphase steht der Tunnel aufgrund der extrem hohen Baukosten in der Kritik. Während der Bauphase kamen zudem noch teilweise erhebliche Baumängel hinzu, denn die tief liegenden Seitenwände, die sich bis zu 120 ft (36,6 m) unterhalb der Oberfläche befinden, mussten als Schlitzwand errichtet werden. Diese Arbeiten wurden jedoch nur unzureichend ausgeführt, so dass die Tunnelwände aufgrund des hohen Grundwasserspiegels fortwährend undicht sind und Wasser in die Tunnelröhre eindringt. Zu den Korruptionsvorwürfen und zur Diskussion über die massive Budgetüberschreitung kam infolgedessen eine weitere Kontroverse über die Baumängel. 
Zum Zeitpunkt seiner Fertigstellung schlug der damalige Gouverneur Mitt Romney vor, das Bauwerk Liberty Tunnel zu nennen. Die Demokraten in der Staatsverwaltung und im Kongress waren jedoch dagegen, so dass der Tunnel gemäß Abschnitt 1930 des im Jahr 2005 vom damaligen US-Präsidenten George W. Bush unterzeichneten Safe, Accountable, Flexible, Efficient Transportation Equity Act: A Legacy for Users offiziell nach Thomas O’Neill benannt wurde, der lange Zeit Speaker des US-Repräsentantenhauses war.

## Liste der Ausfahrten
- Nördliche Fahrtrichtung
  - Ausfahrt 23 – Government Center
  - Ausfahrt 26 – Storrow Drive

In nördlicher Fahrtrichtung gibt es keinen direkten Zugang zum Logan International Airport. Stattdessen muss bereits in South Bay die Ausfahrt 20 auf die Interstate 90 in östlicher Fahrtrichtung genommen werden.
- Südliche Fahrtrichtung
  - Ausfahrten 24A und 24 B
    - 24B – Route 1A (Callahan-Tunnel) in nördlicher Fahrtrichtung, Logan International Airport
    - 24A – Government Center

  - Ausfahrt 23 – Purchase Street, Boston South Station
  - Ausfahrt 20 – Albany Street, Massachusetts Turnpike (Interstate 90) West

Die Zufahrt nach Cambridge ist über die Ausfahrt 26 möglich, die über die Leverett Circle Connector Bridge zum Storrow Drive führt.